# Баджо (народ)
Ба́джо, баджао (тж. баджау) — этническая группа, проживающая в Малайзии, Индонезии и на Филиппинах, — представляет собой несколько взаимосвязанных групп коренных народов и племён из близлежащих районов. Часто их называют «морскими цыганами», поскольку они представляют собой кочевой народ мореплавателей. Со временем всё больше и больше баджо перебираются на сушу. Тем не менее в некоторых областях общины семей по-прежнему ведут кочевой образ жизни на море, без питьевой воды и электричества, и пристают к берегу только для того, чтобы похоронить своих покойников.
Общая численность: около 700 тыс. человек (на Филиппинах 470 тыс., в Индонезии 152 тыс., в Малайзии 62,3 тыс., в Брунее 11 тыс.).
К основным группам относятся:
- оранг-лауты, оранг-мантоки, оранг-бароки, оранг-секахи, оранг-раяты, оранг-куала — по обоим берегам Малаккского пролива (Кепулауан-Риау, Банка, Белитунг, Бунгуран, Анамбас, в устьях крупных рек Суматры;
- джакун;
- собственно баджо, или сама, — в устьях рек на островках у западного и северного берегов Калимантана, северного и восточного Сулавеси, у берегов Флореса, Адонары, Сумбавы, Бабара, Бачана, островов Оби, на архипелаге Сулу, на Сабахе (сама куванг).

Говорят на языках и диалектах баджо (баджао) западно-австронезийской группы австронезийской семьи.
Существует гипотеза, что легендарные люди-байджини, упоминаемые в легендах аборигенов полуострова Арнем-Ленд в Австралии, были именно морскими цыганами-баджо, посещавшими северный берег Австралии.